# Бахметев, Николай Иванович (1807)
Никола́й Ива́нович Бахме́тев (иногда Бахме́тьев; 1807, Пенза — 1891, Санкт-Петербург) — русский композитор и скрипач; гофмейстер, действительный статский советник.

## Биография
Из известного дворянского рода Бахметевых: отец — Иван Николаевич Бахметев (ок. 1765—1830), коллежский советник, помещик Саратовской губернии; мать — Александра Сергеевна Бахметева (урождённая Мачеварианова). В семье было ещё 5 дочерей: Александра (ок. 1802 — ?); Мария (ок. 1805 — ?), в замужестве — Наумова; Анна (ок. 1806—1841), в замужестве — Бутягина; Евдокия (ок. 1810—1893), в замужестве — Бекетова; Екатерина (ок. 1813 — ?), в замужестве — фон Гардер.
Довольно рано обнаружил музыкальные способности: на 12-м году, когда он был отдан в Москве в пансион Вейденгаммера, где впоследствии воспитывался Иван Сергеевич Тургенев, Николай уже хорошо играл на скрипке, исполняя отчетливо и чисто сочинения Роде, Виотти и др. Его учителем на скрипке был известный скрипач Бём, а теории — Швейнке и Шрейнур. С 1823 года, в Саратове, с ним на дому занимался будущий директор Саратовской гимназии (в 1825—1831 и 1834—1837 гг.) Яков Александрович Миллер (с ним и с его товарищами, братьями Загоскиными, занимались также и другие профессора и учителя гимназии).
Николай Бахметев был с детства записан в Пажеский корпус, во внимание к отличной службе его родственника Андрея Аркадьевича Бахметева; в декабре 1825 года выдержал в Пажеском корпусе экзамен и 14 июня 1826 года был произведён в корнеты Павлоградского гусарского полка, с которым принимал участие в кампании 1827 года, состоя в армейском гусарском полку. В 1829 году состоял при посольстве князя А. Ф. Орлова в Константинополе, когда был заключён Адрианопольский мирный договор. В течение двух лет (до 20 января 1832 года) был адъютантом командира 1-й бригады гвардейской Кирасирской дивизии, генерала-адъютанта графа Орлова; затем, некоторое время, адъютантом Ф. П. Оффенберга.

С 1833 года Николай Иванович Бахметев служил в лейб-гвардии, в элитном Конном полку, квартировавшем тогда в Стрельне; в том же году был награждён, в числе прочих офицеров, орденом Белого Орла. В 1838 году, продолжая службу в том же полку и ведя вполне беспечную, свойственную офицерам гвардии того времени, жизнь, Бахметев из любопытства посетил концерт норвежского скрипача-виртуоза Оле Булля, игравшего на скрипке собственного изобретения, — и был буквально потрясён. Позже Бахметев писал: 
Новизна стиля, качество звука, мощность, разнообразие смычков, между тем, легкость, с которой он все исполнял, — меня все это так поразило, что все вместе взятое вполне завладело мною, и я остался навеки его поклонником, и впоследствии так был одушевлен, что все мои после того сочинения носили отпечаток его стиля, исключая только то, что я не усвоил себе ни его грифа, ни подставки, ни смычка...

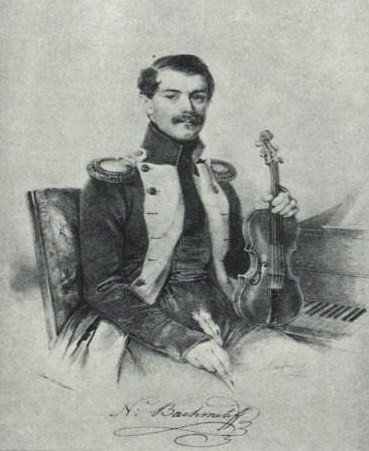
Николай Иванович Бахметев

Первая пьеса, которую он, находясь под впечатлением от игры Булля, вскоре написал, была фантазия для скрипки на мотив из оперы Беллини «Норма»; Бахметев сыграл эту пьесу на вечере у жены флигель-адъютанта П. К. Александрова — Анны Александровны; среди гостей на этом вечере были и «несравненная» оперная певица Генриетта Зонтаг, и «царь виолончелистов» Франсуа Серве и Великий князь Михаил Павлович. — Бесспорный успех Бахметева на этом вечере послужил ему сильным толчком к дальнейшему сочинительству и авторскому исполнению.
В 1839—1841 годах он много играл в публичных концертах, иногда в один вечер в 2 залах; аккомпанировали ему Фольвейлер, Герне, Шрейцерн, Легран. На концертах присутствовали члены Императорской фамилии.
Летом 1841 года он встретился с Елизаветой Николаевной Муравьёвой, дочерью Н. Н. Муравьёва, которая в следующем году (12 июня 1842 года) стала его женой. Выйдя в отставку с чином полковника, он переехал в своё саратовское имение, где создал из крепостных хор и оркестр. Шесть лет, с осени 1848 года, состоял саратовским губернским предводителем дворянства. В имении давались оперы и концерты; в последних была, между прочим, исполнена 9-я симфония Бетховена — факт весьма любопытный для тогдашнего времени.
В 1861 году Н. И. Бахметев был назначен на место А. Ф. Львова директором Императорской певческой капеллы. При вступлении в должность, «во уважение к прежней службе губернским предводителем», он был награждён чином статского советника, — миновав полагавшийся по закону чин надворного советника.
В должности директора капеллы произошло у Бахметева анекдотическое недоразумение с П. И. Чайковским. Воспользовавшись правом цензуры, дарованным ещё императрицей Екатериной II лично Д. С. Бортнянскому, Бахметев запретил исполнять на богослужении новую литургию Чайковского, только что изданную. Судебное разбирательство вокруг издания Литургии продолжалось в период 1878—1879 годов, в итоге суд встал на сторону П. И. Юргенсона, издавшего Литургию, отнеся её к произведениям, не издаваемым специально для клиросного употребления. Проигрыш Бахметевым дела привёл к подрыву его репутации и последующему уходу в отставку в 1883 году.
В 1864 году Н. И. Бахметев был произведён в действительные статские советники, в 1866 году пожалован званием камергера, через два года удостоен ордена Св. Станислава 1-й степени.
В 1872 году директор капеллы Н. И. Бахметев был пожалован чином гофмейстера Высочайшего двора, а в 1874 году получил орден св. Анны 1-й степени. В том же году награждён мекленбургским орденом Вендской короны со звездой (по случаю бракосочетания Великой Княгини Марии Павловны с Великим Князем Владимиром Александровичем). В 1879 году он получил орден Св. Владимира 2-й степени.
На композиторском поприще обнаружил большую плодовитость. Он написал 52 церковных сочинения, 47 светских (русские и французские романсы), квартет для струнных инструментов (D-dur), одну симфонию (G-moll), 13 сочинений для скрипки и 4 для фортепиано, всего до 120 сочинений. Из его романсов особенной популярностью пользовались в 1840-е и 1860-е годы:
- «Борода ль моя, бородушка»,
- «Ты душа ль моя» и
- «Песнь ямщика».

Из духовных произведений Бахметева более выделяются его эффектные «Херувимские», хоровое исполнение которых представляет немалые трудности.
В 1887 году Николай Иванович составил подобие мемуаров, озаглавленных «Записки и дневник Н. И. Бахметева»; рукопись этих «Записок» сохранилась в архивах и в 2003 году, после научной обработки, была впервые опубликована. Воспоминания композитора охватывают период с 20-х до 80-х годов XIX века и полны интересных подробностей о военной службе и светской жизни автора.

## Семья
Жена (с 12 июня 1842 года) — Елизавета Николаевна Муравьёва (02.05.1824—1868), дочь сенатора Н. Н. Муравьева. По словам Бахметева, его избранница с первого раза поразила его своей красотой и кротким выражением голубых глаз. С ней он счастливо прожил 26 лет. Елизавета Николаевна соединяла в себя все редкие качества, как светлый, здравый ум, доброту души, кротость примерную, служившею мужу утешением и смягчавшею его иногда строптивый характер. Дети:
- Иван (12.03.1843—1844), подавившись морковью, умер.
- Александра (1845—1848), умерла от кори.
- Мария (26.06.1849—1896), была в 1877 году пожалована во фрейлины к Императрице Марии Александровне; вышла замуж за В. В. Оржевского.
- Николай (1852—?)